# Сон Дже Кі
Сон Дже Кі (кор. 성재기 成在基, Sung Jae-ki; МФА: [sʰəːŋ dʑɛgi] *11 вересня 1967 — †26 липня 2013) — південнокорейський громадський діяч, борець за права чоловіків і антифемініст, який у 2008 році заснував Асоціацію корейських чоловіків (кор. 남성연대, англ. Man of Korea) і очолював її до кінця життя.
Народився в місті Тегу, здобув вищу економічну освіту; після закінчення університету з 1992 по 2000 роки працював страховим агентом, потім до 2006 року був менеджером в компанії Thomas McFly Consulting and Headhunting. Громадською діяльністю займався з 1999 року, у 2006 році заснував Асоціацію антифемінізму за визволення чоловіків (кор. 반페미니즘남성해방연대, англ. Association of Anti-Feminism for the Liberation of Men), у 2007 році створив Асоціацію за ліквідацію Міністерства жінок (кор. 여성부폐지운동본부, англ. Association for the Abolition of the Ministry of Women), відомого також як Міністерство гендерної рівності. У 2013 році обидві групи мали кілька тисяч членів.
Помер 26 липня 2013 року, стрибнувши з моста Мапо в Сеулі, не маючи змоги оплатити накопичені організацією борги в 2 мільйони доларів. За даними Korea Times, онлайн-смуток і гнів були недоречними. Хан Син О, призначений наступник Сонга та член-засновник Man of Korea, назвав стрибок Сонга «ризикованим трюком» для збору 100 мільйонів південнокорейських вон для організації.
Був одружений, мав двох доньок.